# Regularización del reciclaje en el Gran Santiago (Chile)
Con el objetivo de regular el reciclaje se han creado diversos convenios y leyes, a través de las cuales se ha intentado disminuir el uso de plástico y otras sustancias que afectan al medio ambiente  de Santiago. La finalidad de la regularización del reciclaje es ayudar a reducir los niveles de contaminación en la ciudad.
Para concientizar a la población sobre la problemática se han creado diversas campañas de reciclaje en comunas del Gran Santiago, implementando,por ejemplo, el depósito de plásticos de un solo uso para evitar de manera gradual la contaminación.
Estos esfuerzos han surgido como respuesta a la situación de contaminación del país y particularmente de su capital. Actualmente, Chile produce cerca de 17 millones de toneladas de residuos sólidos al año, de los cuales 6,5 millones son residuos domésticos, una de las tasas más altas de América Latina. Si bien ningún país de la región supera el 15% de materiales reciclados, en el país la cifra ronda apenas el 10%. Además, se reciclan 5% llantas, 50% aceites y grasas, 7% pilas, menos del 2% electrodomésticos grandes y pequeños, 17% equipos de cómputo y 80% papel y cartón.

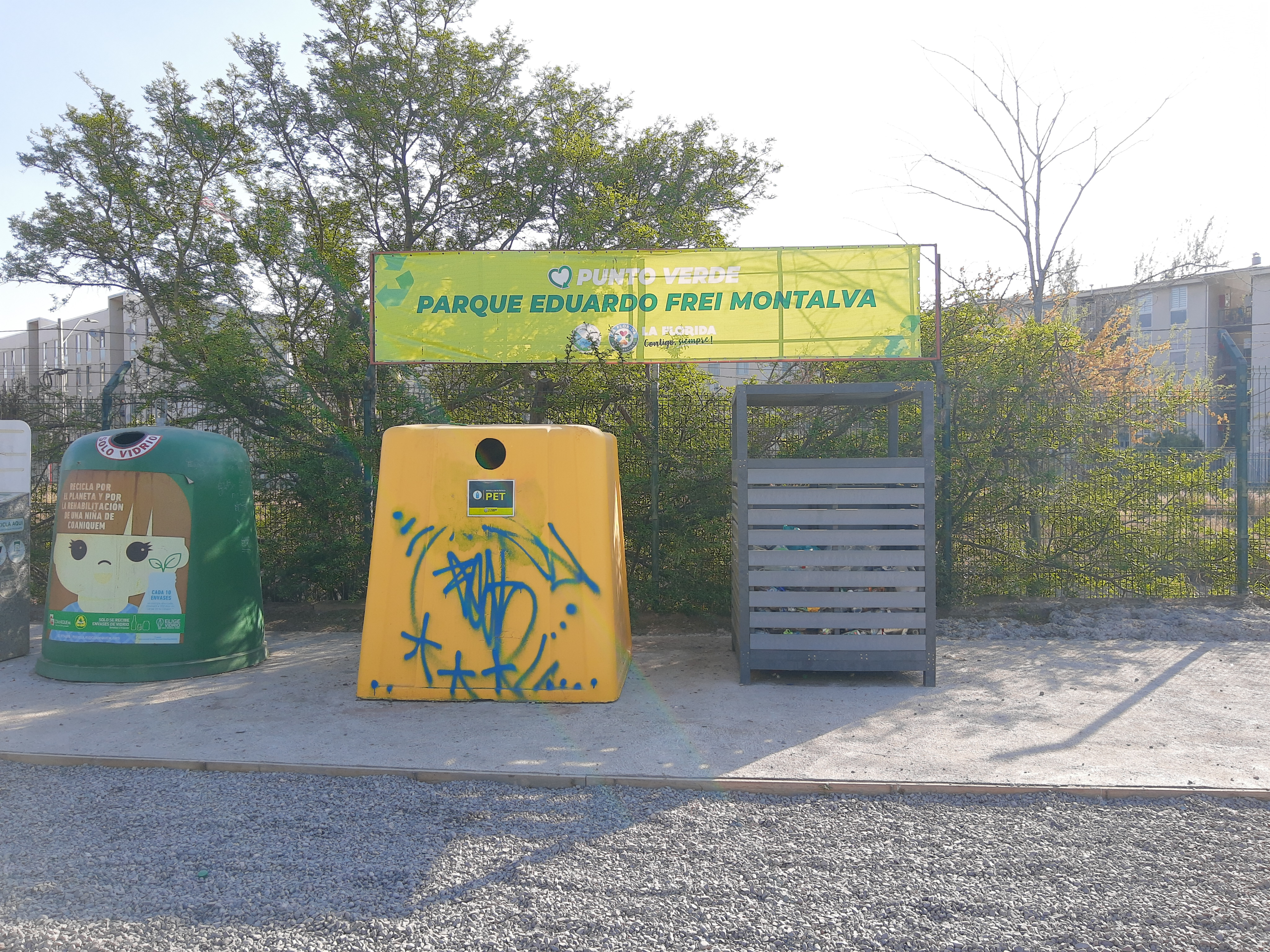
Punto de reciclaje en la comuna de La Florida, Santiago, Chile.

## Antecedentes históricos

### Primera iniciativa en el Gran Santiago
El Gobierno Metropolitano de Santiago (GORE), a través del Fondo Nacional de Desarrollo Regional (FNDR), aprobó en 2016 el financiamiento de tres inversiones en manejo de residuos sólidos: programa, investigación y proyectos de infraestructura que conforma la principal "Santiago REcicla" ayuda a incrementar la proporción de residuos sólidos que se recicla en otros objetos que pueden realizarse evitando que vayan a tratamiento final en vertederos.
Santiago REcicla es una iniciativa liderada por la SEREMI de la Región Metropolitana del Medio Ambiente que reúne a representantes de diversos sectores de la sociedad: servicios públicos, municipios, organizaciones involucradas en el reciclaje de materiales a granel, empresas recicladoras y gestoras, ONG, entre otros, para impulsar la “Estrategia Regional de Manejo de Residuos Sólidos” (2017-2021).
El objetivo de esta iniciativa fue promover el cambio de comportamiento a través de la educación ambiental, así como dotar a la capital de la infraestructura necesaria para alcanzar su meta de tratar el 25% de los residuos sólidos municipales (RSU) en la región en 2020.

Es por ello que el programa incluye tres componentes

- Componente 1: Implementar una estrategia para fortalecer la red de gestión de residuos en RM.

- Componente 2: Capacitación en manejo de residuos para instituciones educativas (EA), trabajadores de la ciudad y público en general.

- Componente 3: Implementar un plan de comunicación enfocado en el tratamiento y manejo de residuos.

En 2011, la Región Metropolitana de Santiago (RMS) generó el 47% de los Residuos Sólidos Municipales (RSU) del país, con un aumento sostenido en la cantidad de residuos destinados a rellenos sanitarios, no proporcional al aumento de la tasa de reciclaje. de una serie de iniciativas correctivas.

## Antecedentes legales

### Ley de Responsabilidad de los Fabricantes reciclados y Ampliados (REP)
El 17 de mayo de 2016, se aprobó la Ley de Responsabilidad de los Fabricantes Reciclados y Ampliados (REP), que obliga a los fabricantes e importadores de seis productos prioritarios a devolver el uno por ciento de ellos al final de su vida útil, es decir, cuando empiezan a convertirse en desechos. Este porcentaje será determinado anualmente por el Departamento de Medio Ambiente. La Ley identifica los siguientes productos prioritarios: Lubricantes, Equipos Eléctricos y Electrónicos, Baterías, Envases, Embalajes y Neumáticos.
Nace por la necesidad de que el país genera 17 millones de toneladas de residuos cada año, 7 millones son residuos que vienen desde los hogares de las personas. Solo el 10% de estos últimos se pueden reciclar. La idea de esta ley es que se espera alcanzar un 30% de residuos reciclables en 5 años. No solo los fabricantes, sino también los empresarios, los consumidores y los manipuladores de residuos participarán en la consecución del objetivo.
La Ley REP es parte de la Política de Gestión Integral de Residuos Sólidos adoptada por el Consejo de Ministros de CONAMA en 2005. Este proyecto enumera la responsabilidad extendida del productor como un concepto de gran importancia para la gestión de residuos en la Unión Europea y otros países de la OCDE.Establece los elementos básicos tales como las normas, definiciones y obligaciones de los productores, gestores, consumidores, importadores y exportadores de residuos, así como de los productores, consumidores, distribuidores y vendedores de productos preferentes. El borrador no cambia las regulaciones existentes sobre residuos municipales o residuos médicos, pero las revisa y desarrolla.
Se establecerán metas para la recolección y tratamiento de estos residuos, creando nuevas oportunidades de negocio y reduciendo la disposición final. Además, requiere que los fabricantes consideren el costo de desechar un producto cuando se convierte en desecho, lo que brinda un incentivo para tomar precauciones. Gracias a la ley, se espera que dentro de 5 años se alcance un nivel del 30% de residuos reciclables. No solo los fabricantes, sino también los empresarios, los consumidores y los manipuladores de residuos participarán en la realización del objetivo.

La Ley REP establece las siguientes entidades:

- Fabricantes Preferidos los principales actores amparados por la Ley pueden ser tanto el fabricante como el importador. Son las personas que, independientemente de las técnicas de comercialización: venden producto preferencial (PP) por primera vez en el mercado interno, venden PP comprado a un tercero que no sea un distribuidor primero bajo su marca o importan PP. para uso personal profesional.
- Sistema de Gestión (SG) - GP es un mecanismo instrumental mediante el cual los productores, en forma individual o colectiva, cumplen con las obligaciones establecidas por el REP a través de la implementación del Plan de Gestión. Estas son organizaciones sin fines de lucro financiadas por el PPP, a través de las cuales se requiere cumplir con las obligaciones establecidas en los decretos pertinentes y otras obligaciones del REP. El SG puede ser individual o colectivo.
- El gestor de residuos es una persona física o jurídica que opera en el ámbito de la gestión de residuos y está autorizada y registrada de acuerdo con la normativa vigente. Los gestores de residuos son una comunidad diversa que incluye empresas que recogen, clasifican, tratan o eliminan residuos, así como instalaciones de reciclaje.
- Los consumidores son productores derrochadores de productos preferidos. Los consumidores pueden ser individuos u organizaciones. Su misión es distribuir los residuos de productos preferentemente a los gestores que trabajan dentro del Sistema de Gestión, contribuyendo así al buen funcionamiento del GP. urbano.
- Las municipalidades pueden celebrar acuerdos con los principales sistemas de gestión y procesadores para coordinar sus actividades dentro de sus territorios, por ejemplo, en el uso de bienes nacionales para fines públicos y emitir ordenanzas municipales.
- Ministerio de Medio Ambiente. Esta agencia es responsable de establecer objetivos de recuperación y retiro para cada producto prioritario mediante el establecimiento de objetivos apropiados y otros compromisos relacionados.
- Superintendencia del Medio Ambiente - Responsable de vigilar el cumplimiento de las obligaciones establecidas en la Ley y aplicar las sanciones correspondientes en caso de incumplimiento.

Deben separar los residuos de los productos prioritarios y transferirlos al gestor de ese producto que trabaja en el sistema de gestión. Para que esto se cumpla, va haber entidades bajo esta ley que serán las empresas y productores, consumidores de productos prioritarios y desperdicios de productos prioritarios, son empresas, municipios y principales procesadores. Para su regularización se necesita una inscripción en el registro de empresas y/o productores del Estado, para que exista una organización y financiamiento a la recolección y procesamiento de los productos recolectados a través de un sistema administrativo.
Con ello, lo que se busca es asegurar que el manejo de estos residuos sea realizado por personas autorizadas para seguir los objetivos de recolección y procesamiento de este producto. Para poder procesar los residuos e indicar al menos el tipo, tamaño o cantidad, valor, origen, tratamiento y destino de los residuos a través del "Registro de residuos y transporte de sustancias contaminantes" desde que la normativa entra en vigencia.
Tendrá una definición especial que reconoce como administrador de la Ley de Promoción Económica. Además, deben estar registrados durante cinco años para participar en la iniciativa y recibir un certificado bajo el Sistema Nacional de Certificación de Competencias Laborales. Debe emitir un comando que defina el procedimiento para emitir comandos dirigidos, implemente y administre el sistema de registro y la plataforma de información. También debe revisar y aprobar los planes de manejo, diseñar e implementar programas de educación ambiental, así como el seguimiento a través de la Inspección Ambiental, etc.
Las multas serán registradas por La Inspección Ambiental (SMA) que tiene la facultad de monitorear y sancionar las infracciones en esta materia, incluyendo multas y amonestaciones por escrito.

### Ley de Plásticos de un solo uso
La ley prevé sanciones que van de una a veinte Unidades Tributarias Mensuales (UTM) según el tipo de infracción y el producto vendido, a ser aplicadas por el juzgado de policía local de la ciudad donde se encuentre la máquina, será un balneario de la ciudad durante la inspección, y cada persona será condenada por ella por su incumplimiento.
El carácter gradual de la ley tiene un plazo de tres años para su plena aplicación, a saber: prohibición del suministro de poliestireno (plavit) y, por tanto, de bombillas, grifos, cubiertos (tenedor, cuchara y cuchillo) y palillos todos hechos de plástico desechable. Además de esta prohibición, todos los supermercados tendrán que vender bebidas en forma retornable y aceptar del público envases específicos, se entenderá por supermercado todo establecimiento comercial con 3 o más máquinas de cobro o más que puedan pagar. Esto permite, además de proteger el medio ambiente, reducir costos para las personas, ya que son más económicos. En agosto de 2023 se extiende la obligación de proveer y recolectar botellas retornables a otras empresas, como mayoristas y tiendas de conveniencia.
Hasta agosto de 2024, ningún tendero puede utilizar productos no reciclables, lo que significa que no solo los productos de plástico están prohibidos en el hogar, sino también todos los demás materiales no reciclables. Para la entrega a domicilio, a partir de 2024 solo podrán utilizar platos y recipientes de plástico certificado, es decir, fabricados con materias primas renovables y compostables. Lo anterior aplica también cuando el mismo consumidor retira alimentos del mismo punto de servicio.

## Convenios y acuerdos internacionales por desechos de residuos

### Convenio de Basilea
El Convenio de Basilea sobre el Control del Movimiento Transfronterizo de Residuos Peligrosos y su Disposición fue ratificado en 1992 por Chile mediante el Decreto Supremo N° 685 del Ministerio de Relaciones Exteriores. Es el acuerdo internacional más completo en esta área y establece una obligación común de las Partes Contratantes de garantizar que todos los movimientos transfronterizos se realicen de manera que se proteja la salud humana, las personas y el medio ambiente. Esto está determinado por la definición de que el movimiento transfronterizo solo puede tener lugar bajo ciertas condiciones y con ciertos procedimientos.

### Foro de Cooperación Económica Asia – Pacífico (Apec)
En 2019, Chile lideró el desarrollo de una ruta de basura marina para prevenir el impacto de los residuos sólidos, especialmente plásticos y microplásticos, en el medio marino. Esta hoja de ruta ha sido aprobada por 21 economías de APEC y actualmente se está implementando (APEC, 2019).

### Grupos Internacionales sobre residuos marinos y microplástico.
Chile es miembro de varios grupos de trabajo internacionales sobre basura marina y microplásticos, todos creados por el PNUMA: el Grupo Ad Hoc sobre Basura Marina y Microplásticos, el Grupo Asesor Científico sobre Basura Marina y el Grupo de Amigos para Combatir la Contaminación.

## Rol de las municipalidad en campañas de reciclaje
El papel de las Municipalidad es crucial en lo que se refiere a la educación ambiental y la correcta segregación de los residuos en origen. El trabajo se hace de forma paulatina por parte de los responsables de esto y será en gran medida clave para el éxito de la implementación, porque separan correctamente los residuos serán las cosas que pueden volver a la cadena.
Los municipios pueden contratar con sistemas de disposición y usuarios de base. La ley les permite decidir sobre las solicitudes de licencias para el establecimiento y/o uso de instalaciones para la recepción y almacenamiento de mercancías. Además, están obligados a separar los residuos en la fuente, si así lo prevé el Decreto Supremo. También contribuyen a la educación ambiental en materia de prevención y restauración, diseño e implementación de estrategias de comunicación, sensibilización y prevención. 

### Programa Msur Recicla
La Asociación Metropolitana de Gestión Ambiental y de Residuos "Msur" fue fundada en 2019. Desde sus inicios, han emprendido diversas iniciativas para lograr sus objetivos de sostenibilidad ambiental, gestión integral de residuos en los municipios miembros y sus socios pueden integrar y/o mejorar esta área de capacidad municipal en su gestión. El programa Msur Recicla, cuyos servicios en la región ponen su fe en acción, es un programa en crecimiento que agrega valor a la recolección de residuos domiciliarios en un área importante. Las municipalidades que componen este programa son las comunas de Calera de Tango, Cerrillos, Curacavì, El Bosque, El Monte, La Cisterna, La Florida, La Granja, La Pintana, La Reina, Lo Espejo, Macul, Ñuñoa, Pedro Aguirre Cerda, Peñalolen, Pirque, Providencia, Recoleta, San Bernardo, San Joaquín, San José de Maipo, San Miguel y Santiago.
La financiación de la eliminación de los residuos recogidos, así como las contribuciones de los municipios, les permiten cubrir los costos de funcionamiento del programa y futuras iniciativas de información. Por lo tanto, están comprometidos con una gestión contable y financiera sostenible con absoluta transparencia de ingresos y gastos, que es un componente importante de la Asociación MSR, una organización sin fines de lucro y asegura el acceso a la fuente de recuperación de residuos que la comunidad les brinda.